# 鈴々舎鈴之助
鈴々舎 鈴之助（れいれいしゃ すずのすけ、1967年9月3日 - ）は、落語協会所属の落語家。本名∶飯田 弘幸。

## 経歴
1990年6月、五代目鈴々舎馬風に入門し、前座名『鈴の助』となる。
1993年11月、二ツ目昇進し、『鈴之助』に改名。
2002年3月、古今亭菊生、林家彦いち、入船亭扇辰、三遊亭金八と共に真打昇進。

## 芸歴
- 1990年6月∶五代目鈴々舎馬風に入門[1]、前座名『鈴の助』。
- 1993年11月∶二ツ目昇進[1]、『鈴之助』に改名。
- 2002年3月∶真打昇進[1]。

## 人物
- 趣味∶温泉めぐり、食べ歩き、御朱印集め。

## 出演
- 千葉テレビ「ウィークリー千葉県」リポーター
- NHK-BS「落語特選」
- 日本テレビ「笑点〜真打昇進口上披露〜」
- 茨城放送「カラオケ自慢あなたがスター」
- グリーンチャンネル・アグリネット「インフォメーション21」司会
- 「ちょっと寄りたいこんな店」リポーター